# Andrés Prieto
Andrés Rafael Prieto Urrejola (Santiago, Chile, 19 de diciembre de 1928-Vitacura, Santiago, 25 de septiembre de 2022) fue un futbolista y entrenador chileno. Jugaba de delantero, desarrollando su carrera en su país y España. Con la selección de Chile participó en la Copa Mundial de Fútbol de 1950, en donde anotó un gol. Como entrenador, fue el primer técnico chileno en dirigir en Argentina y México. Ostenta el récord de ser el futbolista chileno más joven en debutar, en un partido oficial, con la selección chilena, teniendo apenas 18 años y 352 días.

## Primeros años de vida
Era el tercer hijo de cinco, de Fernando Prieto Concha y de María Urrejola Rozas, entre sus hermanos se cuenta al también ex futbólista, entrenador y dirigente deportivo Ignacio Prieto Urrejola. Nieto del político Joaquín Prieto Hurtado, por lo tanto, tataranieto del expresidente de la república de Chile José Joaquín Prieto Vial.
Contrajo matrimonio con Ana María Bunster Montes, con la cual tuvo hijos, entre ellos a Andrés Prieto Bunster.

## Trayectoria
Desarrolló la mayor parte de su carrera como futbolista en la Universidad Católica, con el que consiguió el título del campeonato nacional de 1949, bajo la dirección técnica de Alberto Buccicardi.
En 1953 partió a España a jugar por el Espanyol de Barcelona. Con el equipo catalán disputó 2 temporadas, jugó 16 partidos y anotó 4 goles.
Tras su carrera como futbolista se dedicó a la dirección técnica, dirigiendo desde 1962 hasta 1990 los clubes como Universidad Católica, Colo Colo, Cobreloa, Bolívar, San Lorenzo y Vélez Sarsfield de Argentina, América de México, Defensor Sporting Club de Uruguay, entre muchos otros.

## Selección nacional
Con la selección chilena disputó la Copa Mundial de Fútbol de 1950 en Brasil, anotando un gol en 2 partidos. Su registro detalla la participación en:
- 1947 en el Sudamericano de Ecuador.
- 1948 en el Torneo de la Juventud.
- 1949 en el Sudamericano de Brasil.
- 1950 en el Mundial de Brasil.
- 1952 en el Panamericano de Chile.
- 1957 en el Sudamericano de Perú.

### Participaciones en Copas del Mundo
| Mundial             | Sede   | Resultado    |
| ------------------- | ------ | ------------ |
| Copa del Mundo 1950 | Brasil | Primera fase |

## Clubes

### Como futbolista
| Club                 | País      | Año       |
| -------------------- | --------- | --------- |
| Universidad Católica | Chile     | 1947-1952 |
| Deportivo Vasco      | Venezuela | 1953      |
| Espanyol             | España    | 1953-1955 |
| Universidad Católica | Chile     | 1955-1957 |

### Como entrenador
| Club                 | País      | Año       |
| -------------------- | --------- | --------- |
| San Luis             | Chile     | 1962      |
| Universidad Católica | Chile     | 1963-1966 |
| Colo-Colo            | Chile     | 1966-1967 |
| América              | México    | 1967      |
| Unión Española       | Chile     | 1968      |
| Huachipato           | Chile     | 1969-1970 |
| Platense             | Argentina | 1971      |
| Vélez Sarsfield      | Argentina | 1971      |
| San Lorenzo          | Argentina | 1972      |
| Liverpool            | Uruguay   | 1973-1975 |
| Defensor Sporting    | Uruguay   | 1976      |
| Cobreloa             | Chile     | 1977-1979 |
| Universidad Católica | Chile     | 1980      |
| Deportes Iquique     | Chile     | 1981      |
| Unión San Felipe     | Chile     | 1983      |
| Bolívar              | Bolivia   | 1984-1985 |
| Real Santa Cruz      | Bolivia   | 1986-1987 |
| Coquimbo Unido       | Chile     | 1988      |
| Naval                | Chile     | 1988-1989 |
| Cobreloa             | Chile     | 1989-1990 |

## Palmarés

### Como futbolista

#### Torneos nacionales oficiales
| Título                      | Club                 | País  | Año  |
| --------------------------- | -------------------- | ----- | ---- |
| Primera División            | Universidad Católica | Chile | 1949 |
| Torneo de Consuelo Apertura | Universidad Católica | Chile | 1949 |
| Segunda División            | Universidad Católica | Chile | 1956 |